# Giulio Tadolini
Pour les articles homonymes, voir Tadolini.

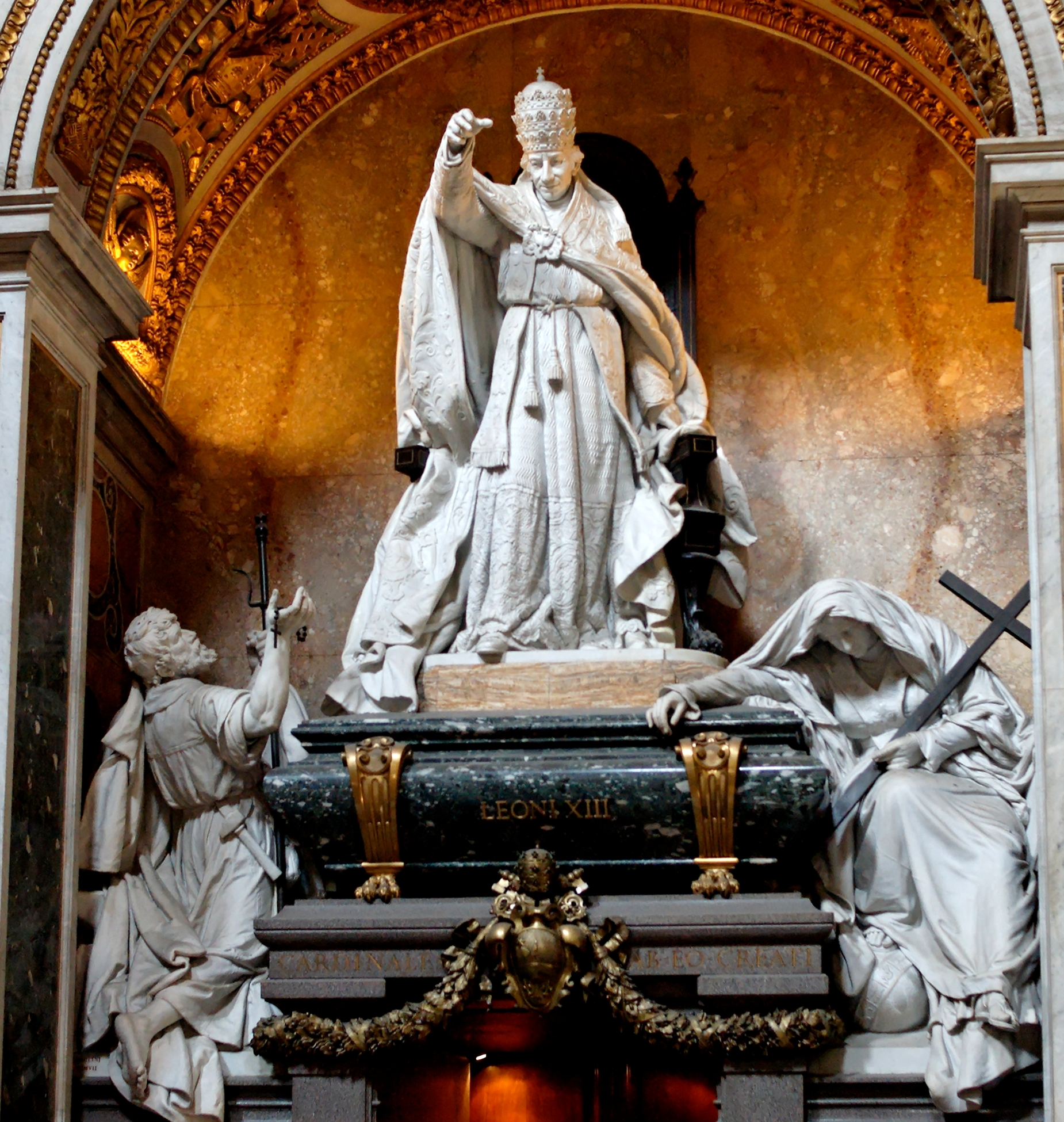
Sculpture du tombeau de Léon XIII à Saint-Jean-de-Latran

Giulio Tadolini (né à Rome le 22 octobre 1849 et mort dans la même ville le 18 avril 1918) est un sculpteur italien de tradition académique.

## Biographie
Giulio Tadolini est né et mort à Rome ou se déroula toute sa carrière, dans l'atelier familial qu'il hérita de son père Scipione Tadolini (1822–1892). Ce dernier était lui-même le fils d'Adamo Tadolini, apprenti préféré d'Antonio Canova. 
Outre les nombreux bustes ou monuments commémoratifs de diverses personnalités qu'il réalisa, on lui doit plusieurs sculptures monumentales destinées à des monuments publics : le monument à Victor Emmanuel III à Pérouse (1890), le tombeau d'Humbert Ier (1900, Panthéon de Rome) et celui du pape Léon XIII dans la basilique Saint-Jean de Latran. Il a également sculpté pour la basilique Notre-Dame de Montligeon (dans l'Orne) la monumentale statue de Notre-Dame Libératrice qui surplombe le maître-autel et y fut installée en 1919.
Son style marie les conventions du style baroque dans la gestuelle des personnages réalisés dans des marbres blancs et de couleur, avec un réalisme théâtral et un rendu audacieux des carnations et des textures. 
Les rapports étroits entre Canova et les sculpteurs de la famille Tadolino sont mis en évidence au Musée Canova-Tadolino à Rome.